# جان فیلدهاوس، بارون فیلدهاوس
جان فیلدهاوس، بارون فیلدهاوس (انگلیسی: John Fieldhouse, Baron Fieldhouse; ۱۲ فوریهٔ ۱۹۲۸ – ۱۷ فوریهٔ ۱۹۹۲) فرد نظامی اهل بریتانیا بود. وی همچنین برندهٔ جوایزی همچون اشرافیت انتصابی شده‌است.
او افسر نیروی دریایی سلطنتی بود. او پیش از رسیدن به فرماندهی بالاتر از دهه ۱۹۷۰، فرماندهی پنج زیردریایی و یک ناوچه را بر عهده داشت. پس از حمله نیروهای آرژانتینی به جزایر فالکلند در آوریل ۱۹۸۲، فیلدهاوس به عنوان فرمانده گروه ویژه (گروه ویژه ۳۱۷) منصوب شد و مسئولیت "عملیات شرکت" را که ماموریت بازپس‌گیری جزایر فالکلند بود، به عهده گرفت. این عملیات با تسلیم نیروهای آرژانتینی در ژوئن ۱۹۸۲ پایان یافت. او در دسامبر همان سال به عنوان لرد اول دریا و رئیس ستاد نیروی دریایی منصوب شد و در این نقش، دولت بریتانیا را متقاعد کرد که بودجه جایگزینی کشتی‌های از دست رفته در جنگ فالکلند را تأمین کند. او از سال ۱۹۸۵ تا زمان بازنشستگی‌اش در سال ۱۹۸۸ رئیس ستاد دفاع بود.